# Alexandra Escobar
María Alexandra Escobar Guerrero (n. Esmeraldas, 17 de julio de 1980) es una halterófila ecuatoriana. Está afiliada a la Federación Deportiva de Esmeraldas.

## Biografía
Su padre se llama Urcino Escobar y su madre Matilde Guerrero. Estuvo casada con Darío Javier García (f.2017), con quien tuvo un hijo de nombre Dominique.
Formó parte de las delegaciones ecuatorianas para los Juegos Olímpicos de Atenas 2004, Pekín 2008 (en el cual fue la portadora de la bandera nacional en la ceremonia de apertura), Londres 2012 donde culminó en noveno lugar de la competencia de halterofilia, y en Río de Janeiro 2016. Además fue campeona sudamericana en Medellín 2010, Santiago 2014 y Cochabamba 2018.
La trayectoria deportiva de María Escobar Guerrero se identifica por su participación en los siguientes eventos nacionales e internacionales:
- cuarto lugar en Campeonato Mundial Absoluto, 2003
- séptimo lugar en los Juegos Olímpicos de Atenas 2004
- quinto lugar en los Juegos Olímpicos de Pekín 2008 en la categoría 58 kg levantando un total 223 kg
- noveno lugar en los Juegos Olímpicos de Londres 2012 en la categoría 58 kg levantando un total 223 kg
- cuarto lugar en los Juegos Olímpicos de Río de Janeiro 2016

Alexandra Escobar portó la bandera de Ecuador en los Juegos Bolivarianos de 2022 que se disputaron en la ciudad colombiana de Valledupar a la que Ecuador se desplazó con 259 deportistas.

## Palmarés
- Medalla de oro Panamericana, 2001, 2002, 2003 y 2004.
- Medalla de plata Panamericana, 2019.
- Campeona Juegos Bolivarianos, 2001
- Campeona en Juegos Odesur, 2002, 2010, 2014 y 2018
- Campeona sudamericana, 2002, 2003, 2004
- Medalla de oro en envión en el Campeonato Mundial Absoluto, 2001
- Fue reconocido su triunfo de sobrepasar la marca en los Juegos en 58 kg Mujeres con una marca de 220.0[6] en los juegos de Medellín 2010.[4]
- Medalla de plata en la competencia de halterofilia de los 59 kg de Lima 2019.[7]

## Intereses y opiniones sobre el deporte ecuatoriano
Alexandra ve el futuro de las pesas en Ecuador en excelente condición, con una futura generación en preparación, "Hay bases. Se ha trabajado y existen muchas chicas que pueden darnos alegrías".
Cuenta que se le han ofrecido cargos diferenciales, sin embargo, los ha aceptado ya que cree que son campos muy distintos y no le gustaría mezclarlos, según Alexandra uno debe prepararse para ser dirigente, no hay espacio para improvisar. Acerca de otros deportistas, se le preguntó como vivió la victoria de Richard Carapaz en el giro de Italia, a lo que contestó que se sintió demasiado orgullo con el ecuatoriano y demás compatriotas que destacan a nivel nacional e internacional.
Por otro lado Alexandra expresa que no se han dado buenas preparaciones para las instalaciones y el escenario en Esmeraldas, ella opina que lo que se necesita es una nueva gerencia, con proyectos innovadores que beneficien a los deportistas y se les reconozca el esfuerzo que emplean en cada competencia y entrenamiento.